# 相信奇蹟的女孩
《相信奇蹟的女孩》（英語：The Girl Who Believes in Miracles）是一部2021年美國基督教劇情片，由瑞奇·寇瑞爾執導、監製和編劇，蜜拉·索維諾、 奧絲汀·強生（Austyn Johnson）、凱文·索柏和彼得·柯尤特主演。講述一名小女孩展現奇蹟拯救了一隻小鳥甚至鎮上人們的疾病，這使她成為名人。電影2021年4月2日在美國上映。

## 劇情
一名小女孩似乎僅透過祈禱就治癒了一隻鳥，甚至還展現了更多的奇蹟救活鎮上生病的人們，使她成為全美名人，但這也造成了眾多困擾。

## 演員
- 蜜拉·索維諾飾演賓妮·霍普金斯（Binnie Hopkins）
- 奧絲汀·強生（Austyn Johnson）飾演莎拉·霍普金斯（Sara Hopkins）
- 凱文·索柏飾演班·萊利醫生（Dr. Ben Riley）
- 彼得·柯尤特飾演山姆·唐納文（Sam Donovan）
- 湯米·羅斯（Tommi Rose）飾辛蒂·克萊默（Cindy Kramer）
- 達里爾·考克斯（英语：Darryl Cox (actor)）飾演傑瑞·「麥克」·麥克米倫牧師（Pastor Jerry ‘Mac’ Macmillan）
- 伯吉斯·詹金斯（英语：Burgess Jenkins）飾演艾力克斯·霍普金斯（Alex Hopkins）

## 發行
《相信奇蹟的女孩》2021年4月2日在美國影院上映，由阿特拉斯發行公司（Atlas Distribution Company）發行。

## 外部連結
- 官方网站
- 互联网电影数据库（IMDb）上《相信奇蹟的女孩》的资料（英文）